# Rolf Andersson (konstnär)
Rolf Erland Andersson, född 14 januari 1933 i Jönköpings Sofia församling, Jönköpings län, död 27 februari 2008 i Huskvarna församling i Jönköpings län, var en svensk målare.
Rolf Andersson utbildade sig först på ABF i Gällivare och sedan på Gerlesborgsskolan. Han utförde målningar i olja. Motiven var realistiska bilder av stadsmiljöer och landskap där ljus och skugga byggde upp verken.
Han finns representerad vid Jönköpings läns museum, Stockholms stad, Statens konstråd, Jönköpings läns landsting, Östergötlands läns landsting, Stockholms läns landsting, Jönköpings kommun och Kalmar kommun. Han utförde offentliga utsmyckningar för Jönköpings kommun, Eksjöklinikerna, Nässjöklinikerna, Värnamo sjukhus och Gislaveds vårdcentral.
Rolf Andersson var från 1953 till sin död gift med Sonja Bergman (född 1934). Han är begravd på Jönköpings skogskyrkogård.